# Mandalaband II: The eye of Wendor
The eye of Wendor of zoals later betiteld Mandalaband II: The eye of Wendor is een studioalbum uitgebracht onder de naam van de Mandalaband. Die band bestond echter niet meer na de release van het eerste album. Rohl werd door Chrysalis Records apart gezet van de overige leden, die verdergingen onder de naam Sad Café. The eye of Wendor is een conceptalbum met een Tolkienachtig verhaal. Rohl had in die tijd samengewerkt met allerlei bands en solo-artiesten en kon dus kiezen uit een keur van artiesten. Echter samenstellen van het album ging niet van een leien dak; hij was er twee jaar mee bezig. Steun werd verkregen door Martin Lawrence, die destijds ook al bezig was met het megaproject van Godley and Creme: Consequences.
Het album kostte in totaal 8000 Brits pond, maar Chrysalis zag af van twee vervolgalbums. Pas in 2010 verscheen een deel III in de geschiedenis van de Mandalaband. Rohl heeft zich in de tussentijd weer gewijd aan egyptologie. Wolstenholme, Turner en Broomhead vormden Maestoso.

## Musici
- Justin Hayward - zang, gitaar (Moody Blues in rol Koning Ænord
- Maddy Prior – zang in rol Prinses Ursula
- Eric Stewart (10cc) – zang, gitaar in rol van Florian
- Graham Gouldman (10cc), Kevin Godley (10cc), Paul Young – vertellers
- Woolly Wolstenholme (BJH), David Rohl – toetsinstrumenten
- Kim Turner, David Hassle, Mel Pritchard (BJH) – slagwerk
- John Leese (BJH), Ashley Mulford, Jimmy McDonnell, Steve Broomhead – gitaar
- Norman Barratt, Les Holroyd (BJH), Noel Redding, Pete Glennon, Graham Gouldman, Alf Tramontin - basgitaar
- Phil Chapman – dwarsfluit, saxofoons
- Ritchie Close – toetsinstrumenten
- Gerald Brown Singers - koor
- Hallé Orchestra - orkest

## Muziek
Allen van Rohl

| Nr. | Titel                     | Duur |
| --- | ------------------------- | ---- |
| 1.  | The eye of Wendor         | 4:47 |
| 2.  | Florian’s song            | 3:05 |
| 3.  | Ride to the city          | 2:54 |
| 4.  | Almar’s tower             | 1:57 |
| 5.  | Like the wind             | 2:52 |
| 6.  | The tempest               | 1:12 |
| 7.  | Dawn of a new day         | 4:05 |
| 8.  | Departure from Carthilias | 3:07 |
| 9.  | Elsethea                  | 2:46 |
| 10. | Witch of Waldow Wood      | 4:36 |
| 11. | Silesandre                | 3:21 |
| 12. | Ænord’s lament            | 1:52 |
| 13. | Funeral of the king       | 1:28 |
| 14. | Coronation of Damien      | 2:23 |

De compact disc-versie werd aangevuld met bonusmateriaal.